# Chalcides parallelus
Espèce
Synonymes
- Chalcides ghiarai Caputo & Mellado, 1992

Statut de conservation UICN

 EN B1ab(iii) : En danger
Chalcides parallelus est une espèce de sauriens de la famille des Scincidae.

## Répartition
Cette espèce se rencontre dans le Nord-Est du Maroc, dans le nord-ouest de l'Algérie, ainsi que dans l'archipel espagnol des îles Zaffarines.

## Publication originale
- Doumergue, 1901 : Essai sur la faune erpétologique de l'Oranie avec des tableaux analytiques et des notations pour la détermination de tous les reptiles et batraciens du Maroc, de l'Algerie et de la Tunisie. L. Fouque, Oran, p. 1-404 (texte intégral).